# 加藤治子
加藤 治子（かとう はるこ、1922年〈大正11年〉11月24日 - 2015年〈平成27年〉11月2日）は、日本の女優。血液型はAB型。

## 来歴・人物
東京市赤坂区（現東京都港区）に、呉服問屋の娘として生まれる。
松竹少女歌劇学校を経て、1937年、御舟京子（みふね きょうこ）の芸名で松竹少女歌劇団に入る。同期には、後の男役トップスター・小月冴子や曙ゆり、並木路子、矢口陽子（後の黒澤明夫人）、月城彰子（後の十代目・岩井半四郎夫人）などがいた。1939年には東宝に迎えられ、『花つみ日記』で映画デビューする。榎本健一の相手役など数本の映画に出演した。
1941年に慶應義塾大学の学生だった加藤道夫や芥川比呂志らが結成した新演劇研究会（解散するが、戦後に麦の会として再出発）に入団。1946年、加藤道夫と結婚し、本名の瀧浪治子から加藤治子に改姓。麦の会は1949年に文学座に合流し、以降は主演級で活躍した。
1963年には芥川、高橋昌也、高木均、岸田今日子らと劇団雲の創立に参加した（1975年に退団）。
1964年、『七人の孫』で母親を演じ、森繁久彌らと共演。以後、ホームドラマでの母親役を当たり役にして人気を集める（新御三家と呼ばれた郷ひろみ・西城秀樹・野口五郎の母親役も演じている）。
共演はいしだあゆみ、樹木希林、平田満との組み合わせが多かった。
向田邦子や久世光彦とは公私ともに親しく、向田作品では常連出演者かつキーマン役を務め、女の業を滲ませた役も演じた。ほか、篠田正浩作品にも常連起用されていた。
1994年から2009年までは『浅見光彦シリーズ』（TBS系）に浅見雪江（光彦の母）役でレギュラー出演していた。2002年の第17作「鬼首殺人事件」では、元夫の高橋昌也と共演している。
晩年までコンスタントに作品を選ばずに出演（映画における遺作は『おとうと』、テレビドラマでの遺作は『魔術はささやく』）。
私生活では加藤道夫と結婚するも1953年に死別、1958年には高橋昌也と再婚するが、1973年に離婚している。
2015年11月2日（月曜日）午前7時7分、心不全のため東京都世田谷区の自宅で死去。92歳没。

## 出演

### 映画
- 花つみ日記（1939年）
- そよ風父と共に (1940年) クレジット:御舟京子 - 酒屋の娘よし子 役
- 孫悟空（1940年）
- 女学生記 (1941年) クレジット:御舟京子 - 江口政子 役
- 心に花の咲く日まで（1955年） - 岸フミ 役
- 暗夜行路（1959年） - 宿の女中
- 東シナ海（1968年） ‐ 千葉六郎の母 役
- 風と樹と空と（1964年） - 安川弓子 役
- 夢のハワイで盆踊り（1964年）- 夏夫の母 役[3]
- ぜったい多数（1965年） ‐ 大滝夫人 役
- 春日和（1967年） - 吉田みつ子 役
- 私が棄てた女（1969年） - 三浦ユリ子 役
- 初めての愛（1972年） - 坂本千枝 役
- 童貞（1975年） - 伊吹のぶ子 役
- あいつと私（1976年） - 浅田まさ子 役
- キンキンのルンペン大将（1976年） - 遊園地人形館の客
- 泥だらけの純情（1977年） - 女中・千加 役
- 霧の旗（1977年） - 大塚芳子 役
- 幸福号出帆（1980年） - 山路正代 役
- 野菊の墓（1981年） - 斉藤ふき 役
- の・ようなもの（1981年） - 由美の母 役
- ときめきに死す（1984年） - おたえさん 役
- 瀬戸内少年野球団（1984年） - 足柄はる 役
- いつか誰かが殺される（1984年） - 永山志津 役
- カポネ大いに泣く（1985年） - 女房
- Mishima: A Life In Four Chapters（1985年） - 平岡なつ 役
- 花いちもんめ（1985年） - 鷹野菊代 役
- カリブ・愛のシンフォニー（1985年） - 沢木芙美子 役
- ウホッホ探険隊（1986年） - 坂崎くに子 役
- 首都消失（1987年） - 小出梅子 役
- 疵（1988年） - 花形美 役
- マルサの女2（1988年） - 赤羽キヌ 役
- 舞姫（1989年） - 太田清子 役
- タスマニア物語（1990年） - 石沢菊 役
- 満月 MR.MOONLIGHT（1991年） - 野平貞子 役
- 藏（1995年） - 田乃内むら 役
- 写楽（1995年） - おふじ 役
- 身も心も（1997年） - 岡本稲子 役
- 絆 -きずな-（1998年） - 曽我夫人 役
- ピストルオペラ（2001年） - 折口静香 役
- 完全なる飼育 秘密の地下室（2003年） - 三杉隆子 役
- スパイ・ゾルゲ（2003年） - 三宅華子（1991年時） 役
- 阿修羅のごとく（2003年） - ナレーション
- 風音（2004年） - 藤野志保 役
- 死に花（2004年） - 遠山貞子 役
- 間宮兄弟（2006年） - お婆ちゃん
- 気仙沼伝説（2006年）
- 魂萌え!（2007年） - 宮里しげ子 役
- サウスバウンド（2007年） - 堀内たえ 役
- カメレオン（2008年） - 山村典子 役
- 歩いても 歩いても（2008年） - 宮沢ふさ 役
- わたし出すわ（2009年） - 神林多恵 役
- おとうと（2010年） - 高野絹代 役

### テレビドラマ

#### NHK総合
- 虞美人草（1961年）
- 女の顔（1961年）
- 連続テレビ小説
  - おはなはん（1966年 - 1967年）
  - いちばん太鼓（1985年 - 1986年） - ナレーション
  - 青春家族（1989年）
  - 君の名は（1991年） - 浜口徳枝 役
- 三姉妹（1967年） - おつま
- 孔雀の道（1970年） - 立花康子
- 霧の旗（1972年） - 大塚芳子 ※映画版にも出演
- 土曜ドラマ
  - 松本清張シリーズ・最後の自画像（1977年） - 小塚百合子
  - 阿修羅のごとく（1979年） - 三田村綱子
  - 阿修羅のごとく パート2（1980年） - 三田村綱子
  - 蛇蠍のごとく（1981年）
  - 噂になった女たち 幻の花（1982年）
  - 欲望（1983年）
  - 涙たたえて微笑せよ（1995年）
  - 夏の一族（1995年）
  - こんにちは、母さん（2007年） - 神崎福江 役
- ザ・商社（1980年） - 上杉節子
- 夢千代日記（1981年 - 1984年） - 泰江[4]
- 勇者は語らず いま、日米自動車戦争は（1983年） - 川奈清子
- みちしるべ（1983年3月12日） - はな
- 銀河テレビ小説
  - 青春前後不覚（1983年）
  - 思い出トランプ（1984年）
- 日本の面影（1984年） - 富田ツネ
- 女殺油地獄（1984年） - お沢
- 花へんろ（1985年 - 1988年） - 瀬戸屋 役
- 花の降る午後（1989年）
- 冬陽の道（1989年）
- 坊っちゃん（1994年） - 清 役
- どんまい!（2005年） - 藤川五月 役
- 離婚同居（2010年5月18日） - 成瀬珠美 役

#### 日本テレビ系
- あいつと私（1967年） - 西田恵子の母
- 若い川の流れ（1968年） ‐ 北岡あき
- さぼてんとマシュマロ（1971年 ‐ 1972年） - 伊藤みどり
- 火曜日の女シリーズ あの子が死んだ朝（1972年） ‐ 篠塚志津子
- 家光が行く（1972年） - 春日局
- 雑居時代（1973年 - 1974年） - 大場邦子
- ぼくは叔父さん（1973年 - 1974年） - 太田清子
- 喜びも悲しみも幾歳月（1976年 - 1977年）
- 俺たちの朝（1976年 - 1977年） - 岩崎尚子
- 気まぐれ天使（1977年6月22日） - 神山春乃
- 事件記者チャボ!（1983年） - 一之江貴子
- 波の盆（1983年） - 山波ミサ
- 気分は名探偵（1984年10月20日） ‐ 北小路綾乃
- 女ざかり（1984年） - 辻井わか
- 風の棲む家（1989年12月21日）
- 外科医有森冴子（1990年）
- 嘘つきは夫婦のはじまり（1993年） - 有島恒子
- 明日を抱きしめて（2000年、読売テレビ） - 相澤美佐
- 伝説のマダム（2003年5月12日、読売テレビ） - 平井哲子
- 火曜サスペンス劇場
  - 「消えたタンカー」（1981年） - 結城光枝
  - 「松本清張の脊梁」（1982年）
  - 「松本清張スペシャル・わるいやつら」（1985年） - 藤島チセ
  - 「震える髪」（1986年） - 津村秀
  - 「女からの眺め」（1987年） - 土井原玉代
  - 「花園の迷宮」（1988年） - ナレーション
  - 「松本清張スペシャル・やさしい地方」（1988年） - 横内タツ子
  - 「薔薇色の罠」（1989年）
  - 「明日を待つ女」（1990年）
  - 「名無しの探偵」（1990年） - 安斎律子
  - 「警部補 佃次郎」（1997年） - 結城七江
  - 「取調室」（2002年） - 岡崎美津子
  - 「弁護士・高林鮎子」（2004年） - 水田里子
  - 「だます女だまされる女4」（2002年）- 矢野繁子
- DRAMA COMPLEX 「松本清張スペシャル・共犯者」（2006年） - 内堀佳代子
- 水曜グランドロマン
  - 「付添婦・三好秀美の興味ある体験」（1989年） - 三好フミ

#### TBS系
- 松本清張シリーズ・黒い断層「支払い過ぎた縁談」（1961年）
- 七人の孫（1964年） - 北原里子
- 光る海（1965年）
- 燃ゆる白虎隊（1965年） - 日向志保
- ポーラテレビ小説「三人の母」（1968 - 1969年） - つま
- 安ベエの海（1969年 ‐ 1970年） - ナレーション
- 大岡越前 第1部-第7部、第11部（1970年-1983年、1990年） - 大岡妙（大岡越前の母親。必ずしも毎回登場する訳ではない）
- たんとんとん（1971年） - 高木松代
- なんたって18歳!（1971年 - 1972年） - 青木悦子
- まごころ（1973年） ‐ 田沢スミ
- 寺内貫太郎一家（1974年 - 1975年） - 寺内里子
- フライパンの唄（1975年 ‐ 1976年） - 辰村千加子
- さくらの唄（1976年） - 高松泉
- 刑事くん（1976年） - 勝山剛の母
- 冬の運動会（1977年） - 北沢あや子
- せい子宙太郎‐忍宿借夫婦巷談（1977年 - 1978年） - 玉木踏子
- 家族熱（1978年） - 片桐恒子
- 人はそれをスキャンダルという（1978年 - 1979年） - 堂島静子
- 突然の明日（1980年） - 相馬光子
- 恋人たち（1980年） - 笹本澄子
- 土曜日曜月曜（1981年） - 瀬川京子
- 看護婦日記 パートI（1983年） ‐ 高津晶子
- いつもお陽さま家族（1982年 ‐ 1983年） - 竹脇シマ
- 向田邦子新春シリーズ
  - 眠る盃（1985年1月9日）
  - 夜中の薔薇（1985年1月16日）
  - 冬の家族（1985年1月23日）
  - 女の人差し指（1986年1月8日）
  - 麗子の足（1987年1月7日）
  - 男どき女どき（1988年1月6日）
  - わが母の教えたまいし（1989年1月14日）
  - 隣りの神様（1990年1月4日）
  - 女正月（1991年1月7日）
  - 華燭（1992年1月6日）
  - 家族の肖像（1993年1月11日）
  - いとこ同志（1994年1月10日）
  - 風を聴く日（1995年1月9日）
  - 響子（1996年1月8日）
  - 空の羊（1997年1月6日）
  - 終わりのない童話（1998年1月12日）
  - 小鳥のくる日（1999年1月11日）
  - あ・うん（2000年1月1日） - ナレーション
  - 風立ちぬ（2001年2月12日）
- ガンコおやじに敬礼!（1985年） - 尾形育子
- 花嫁人形は眠らない（1986年） - 吉岡彦
- おやじのヒゲ（1986年 ‐ 1996年） - 柳和恵
- 水曜ドラマスペシャル「袋小路の女」（1987年2月18日） - 木島君江 役
- モナリザたちの冒険（1987年） - 八十川緑
- 空と海をこえて（1989年） - 山崎松江（HN：モモコ）
- 南くんの恋人（1990年4月28日）
- 思い出トランプ（1990年） - 半沢ツヤ子
- 派閥人事(1992年)– 頭取の妻
- 浅見光彦シリーズ（1994年 - 2009年） - 浅見雪江
- メロディ（1997年） - 原久子
- あなたの人生お運びします!（2003年） - 木村夫人
- 温泉へ行こうスペシャル（2004年11月10日） - 月島美津子[5]
- 獣医ドリトル 第5話「鳩が結ぶ50年越しの夫婦愛」（2010年11月21日） - 若山弥生（特別出演）

#### フジテレビ系
- 大奥（1968年、関西テレビ）- 本樹院
- どっこいショ（1969年、東海テレビ） - 向坂美代
- 徳川おんな絵巻 第5回（1970年、関西テレビ） - 近衛彰子
- 振袖御殿（1970年） - 英勝院
- 銭形平次（1971年） - おきぬ
- 球形の荒野（1978年） - 野上孝子
- 家族サーカス（1979年） - 北島やす子
- どっきり花嫁-わが母 与謝野晶子-（1982年、東海テレビ） - 与謝野晶子
- 大奥（1983年、関西テレビ） - 天樹院
- 松本清張サスペンス 隠花の飾り / 再春（1986年、関西テレビ）
- これから 海辺の旅人たち（1993年） - 友納静江
- 福井さんちの遺産相続（1994年、関西テレビ） - 福井春江
- 古畑任三郎 2nd season第18回「偽善の報酬」（1996年） - 佐々木高代（佐々木久子）
- 金曜エンタテイメント 「噂の女人情詐欺師 早苗とたまき・涙の事件簿2」（1998年9月18日） ‐ 三沢梅子（特別出演）
- 初体験（2002年） - 高梨雅枝
- あゝ離婚式（2004年）
- 医龍 -Team Medical Dragon- 第1シリーズ（2006年） - 佐々木文子
- 東京タワー 〜オカンとボクと、時々、オトン〜（2006年） - 藤本種
- あしたの、喜多善男〜世界一不運な男の、奇跡の11日間〜（2008年、関西テレビ） - 喜多静子
- 金曜プレステージ 「魔術はささやく」（2011年） - 浅野カヨ ※生前最後のドラマ出演

#### NETテレビ→テレビ朝日系
- 廃虚の唇（1964年） - 松崎幾子
- 泣かないで!かあちゃん（1970年） - 山野佐多子
- だいこんの花（1970 - 1977年） - 永山繁子
- 瀧の白糸（1973年） - 村越園
- 土曜ワイド劇場
  - 「京都殺人案内2 呪われた婚約」（1980年、朝日放送）
  - 「松本清張の書道教授・消えた死体」（1982年） - 勝村久子
  - 「桜子は微笑う ラストエンペラーに仕掛けられた妖しい女の罠」（1988年）
  - 「俺たちの世直し強盗」（1997年1月4日） - 有泉桜子
- 虹子の冒険（1980年） - 瀬戸たまき
- 悪女の招待状（1982年） - 武藤八重
- 妻たちの熱い午後（1984年） - 諸井ケサノ
- サザエさん旅あるき（1988年） - 長谷部サダヨ
- 新春ドラマスペシャルみんな玉子焼き（1990年1月1日） - 喜多村八重
- 自由の丘に私が残った（1990年） - 御子柴悦子
- 動物のお医者さん（2003年） - 加藤百合子（ユリちゃん）
- 帰ってきた時効警察（2007年） - 東吉田八重
- 京都地検の女（2007年） - 立花フク

#### テレビ東京系
- 雁（1993年） - ナレーション
- 天国までの百マイル（2001年4月26日） - 城所きぬ江
- 開幕ベルは華やかに（2002年1月3日） - 八重垣光子
- 女と愛とミステリー 「犯罪交渉人ゆり子2」（2002年4月3日） - 湯川孝子
- 新幹線をつくった男たち（2004年） - 十河キク

#### WOWOW
- センセイの鞄（2003年） - 大町文代
- 兄帰る（2009年） - 小佐田多恵

### ラジオドラマ
- 上海幻影路（1983年11月13日、TBSラジオ） - ハル

### 舞台
- マクベス（1958年、文学座 作：ウィリアム・シェイクスピア 演出：福田恆存）
- 熱帯樹（1960年、文学座 作：三島由紀夫 演出：松浦竹夫）
- 夏の夜の夢（1963年、劇団雲） - タイターニア／第一の妖精[6]
- 御意にまかす（1964年、劇団雲） - フロオラ夫人
- 汽笛一声（1964年、劇団雲） - いね
- 夜への長い旅路（1965年、劇団雲） - メアリー
- 黄金の国（1966年、劇団雲） - 悪魔の笑い声
- ヘンリー四世（1967年、劇団雲） - マチルデ・スピーナ
- リア王（1967年、劇団雲） - リーガン
- 氷屋来る（1968年、劇団雲） - コーラ
- トロイアの女たち（1969年、劇団雲） - アンドロマケ
- 薔薇の館（1969、1971年、劇団雲） - 岩下夫人
- 家庭の幸福？（1972年、劇団雲） - 矢野さち子
- スカパンの悪だくみ（1974年、劇団雲） - ネリータ
- 新ハムレット（1975年、劇団雲） - ガートルード
- 熱帯樹（1980年、オフィスC&P 作：三島由紀夫 演出：串田和美）
- 二階の女（1982年、博品館劇場 原作：獅子文六 脚本・演出：飯沢匡）
- アグネス（1984年、博品館劇場 作：ジョン・ピールマイヤー 演出：ウォルトン・ジョーンズ）
- コリオレイナス（1986年、パルコ 作：ウィリアム・シェイクスピア 台本・演出：高橋昌也）
- 朱雀家の滅亡（1987年、銀座セゾン劇場 作：三島由紀夫 演出：出口典雄）
- 夜叉ヶ池（1992年、日生劇場 作：堀井康明 演出：井上思）
- エレクトラ（1996年、TPT 作：ソポクレス 演出：デヴィッド・ルヴォー）
- 三婆（1998年、芸術座 原作：有吉佐和子 脚本・演出：小幡欣治）
- こんにちは、母さん（2001年、2004年、新国立劇場 作・演出：永井愛）
- ゴロヴリョフ家の人々（2003年、新国立劇場 原作：ミハイル・サルトィコフ＝シチェドリン 脚本・演出：永井愛）

### 劇場アニメ
- 千夜一夜物語（1969年） - ジニー
- 風が吹くとき（1987年） - ヒルダ
- 魔女の宅急便（1989年） - 老婦人[7]
- ハウルの動く城（2004年） - サリマン[8]

### 吹き替え
- コーヒーにはクリームを（ペギー・アシュクロフト）

### CM
- ピップフジモト ピップエレキバン（1990年代前半） - 樹木希林と姑・嫁の役で再度共演（ただし、『寺内貫太郎一家』とでは立場が逆）
- NTTドコモ（1996年） - ナレーション　※出演は広末涼子
- 東京電話
- 日本コカ・コーラ ジョージア『天国のおばあちゃん』篇（2008年） - 天国で待つおばあちゃん役
- オタフクソース

## 受賞歴
- 第24回（1998年度）菊田一夫演劇賞（『三婆』）
- 第36回（2001年度）紀伊国屋演劇賞 個人賞（『こんにちは、母さん』）
- 第9回（2001年度）読売演劇大賞最優秀女優賞（『こんにちは、母さん』）
- 勲四等宝冠章（2002年）[9]

## 著書
- 『いきいき健康・食品と料理 5 米・小麦をたべる』ポプラ社 1989年
- 『ひとりのおんな』久世光彦対談 福武書店 1992年 のち文庫